# American League Division Series 2016

Cleveland Indians Gewinner der ALDS 2

Die American League Division Series 2016 (ALDS) im Baseball fand zwischen dem 6. und dem 10. Oktober 2016 statt und ist Teil der Postseason der MLB-Saison 2016. Mit ihr wird ermittelt, welche beiden Teams in der American League Championship Series 2016 gegeneinander antreten. Es handelt sich um zwei Best-of-Five-Serien, an denen die Sieger der drei Divisionen der American League sowie der Gewinner des Wildcard-Games teilnehmen. Die Serie wird im Modus 2-2-1 gespielt, sprich das besser gesetzte Team hat in den Spielen 1, 2 und 5 Heimrecht.
Die Paarungen lauten:
- (1) Texas Rangers (West Division Champion, 95–67) gegen Toronto Blue Jays (Wild Card Gewinner, 89-73)
- (2) Cleveland Indians (Central Division Champion, 95–67) gegen (3) Boston Red Sox (East Division Champion, 93–69)

## Weg in die Division Series und weiterer Verbleib
Siehe Hauptartikel: MLB 2016, ALWC 2016, NLWC 2016, NLDS 2016, ALCS 2016, NLCS 2016, World Series 2016
Die Postseason 2016 hat sich wie folgt entwickelt.
|  | Wild Card Games | Wild Card Games      | Wild Card Games   |   |                     | League Division Series | League Division Series | League Division Series |  |  | League Championship Series | League Championship Series | League Championship Series |  |  | World Series | World Series | World Series |
|  |                 |                      |                   |   |                     |                        |                        |                        |  |  |                            |                            |                            |  |  |              |              |              |
|  |                 |                      |                   |   |                     | 2                      | Cleveland Indians      | 3                      |  |  |                            |                            |                            |  |  |              |              |              |
|  |                 |                      |                   |   |                     | 2                      | Cleveland Indians      | 3                      |  |  |                            |                            |                            |  |  |              |              |              |
|  | 3               | Boston Red Sox       | 0                 |   |                     |                        |                        |                        |  |  |                            |                            |                            |  |  |              |              |              |
|  | 3               | Boston Red Sox       | 0                 | 2 | Cleveland Indians   | 4                      |                        |                        |  |  |                            |                            |                            |  |  |              |              |              |
|  | American League |                      |                   | 2 | Cleveland Indians   | 4                      |                        |                        |  |  |                            |                            |                            |  |  |              |              |              |
|  |                 | WC1                  | Toronto Blue Jays | 1 |                     |                        |                        |                        |  |  |                            |                            |                            |  |  |              |              |              |
|  |                 |                      |                   |   |                     | 1                      | Texas Rangers          | 0                      |  |  |                            |                            |                            |  |  |              |              |              |
|  |                 |                      |                   |   |                     | 1                      | Texas Rangers          | 0                      |  |  |                            |                            |                            |  |  |              |              |              |
|  |                 |                      |                   |   |                     | WC1                    | Toronto Blue Jays      | 3                      |  |  |                            |                            |                            |  |  |              |              |              |
|  | WC1             | Toronto Blue Jays    | 1                 |   |                     | WC1                    | Toronto Blue Jays      | 3                      |  |  |                            |                            |                            |  |  |              |              |              |
|  | WC1             | Toronto Blue Jays    | 1                 |   |                     |                        |                        |                        |  |  |                            |                            |                            |  |  |              |              |              |
|  | WC2             | Baltimore Orioles    | 0                 |   |                     | AL                     | Cleveland Indians      | 3                      |  |  |                            |                            |                            |  |  |              |              |              |
|  | WC2             | Baltimore Orioles    | 0                 |   |                     | AL                     | Cleveland Indians      | 3                      |  |  |                            |                            |                            |  |  |              |              |              |
|  |                 |                      |                   |   | NL                  | Chicago Cubs           | 4                      |                        |  |  |                            |                            |                            |  |  |              |              |              |
|  |                 |                      |                   |   | NL                  | Chicago Cubs           | 4                      |                        |  |  |                            |                            |                            |  |  |              |              |              |
|  | 2               | Washington Nationals | 2                 |   |                     |                        |                        |                        |  |  |                            |                            |                            |  |  |              |              |              |
|  | 2               | Washington Nationals | 2                 |   |                     |                        |                        |                        |  |  |                            |                            |                            |  |  |              |              |              |
|  | 3               | Los Angeles Dodgers  | 3                 |   |                     |                        |                        |                        |  |  |                            |                            |                            |  |  |              |              |              |
|  | 3               | Los Angeles Dodgers  | 3                 | 3 | Los Angeles Dodgers | 2                      |                        |                        |  |  |                            |                            |                            |  |  |              |              |              |
|  | National League |                      |                   | 3 | Los Angeles Dodgers | 2                      |                        |                        |  |  |                            |                            |                            |  |  |              |              |              |
|  |                 | 1                    | Chicago Cubs      | 4 |                     |                        |                        |                        |  |  |                            |                            |                            |  |  |              |              |              |
|  |                 |                      |                   |   |                     | 1                      | Chicago Cubs           | 3                      |  |  |                            |                            |                            |  |  |              |              |              |
|  |                 |                      |                   |   |                     | 1                      | Chicago Cubs           | 3                      |  |  |                            |                            |                            |  |  |              |              |              |
|  |                 |                      |                   |   |                     | WC2                    | San Francisco Giants   | 1                      |  |  |                            |                            |                            |  |  |              |              |              |
|  | WC1             | New York Mets        | 0                 |   |                     | WC2                    | San Francisco Giants   | 1                      |  |  |                            |                            |                            |  |  |              |              |              |
|  | WC1             | New York Mets        | 0                 |   |                     |                        |                        |                        |  |  |                            |                            |                            |  |  |              |              |              |
|  | WC2             | San Francisco Giants | 1                 |   |                     |                        |                        |                        |  |  |                            |                            |                            |  |  |              |              |              |
|  | WC2             | San Francisco Giants | 1                 |   |                     |                        |                        |                        |  |  |                            |                            |                            |  |  |              |              |              |

Ergebnisse eintragen

Wild Card Games: ein Spiel; ALDS, NLDS (Division Series): Best-of Five; ALCS, NLCS (Championship Series), World Series: Best-of-Seven

## Ergebnisübersicht

### Texas Rangers gegen Toronto Blue Jays
| Spiel                                        | Datum            | Gast              | Ergebnis | Heim              | Gesamtstand | Ort             | Spielzeit | Zuschauer | Box   |
| -------------------------------------------- | ---------------- | ----------------- | -------- | ----------------- | ----------- | --------------- | --------- | --------- | ----- |
| Spiel 1                                      | 06. Oktober 2016 | Toronto Blue Jays | 10–1     | Texas Rangers     | 1–0         | Globe Life Park | 2:58      | 47.434    | [ 2 ] |
| Spiel 2                                      | 07. Oktober 2016 | Toronto Blue Jays | 5–3      | Texas Rangers     | 2–0         | Globe Life Park | 3:30      | 48.019    | [ 3 ] |
| Spiel 3                                      | 09. Oktober 2016 | Texas Rangers     | 6–7      | Toronto Blue Jays | 0–3         | Rogers Centre   | 3:21      | 49.555    | [ 4 ] |
| Die Toronto Blue Jays gewannen die Serie 3–0 |                  |                   |          |                   |             |                 |           |           |       |

### Cleveland Indians gegen Boston Red Sox
| Spiel                                        | Datum            | Gast              | Ergebnis | Heim              | Gesamtstand | Ort               | Spielzeit | Zuschauer | Box   |
| -------------------------------------------- | ---------------- | ----------------- | -------- | ----------------- | ----------- | ----------------- | --------- | --------- | ----- |
| Spiel 1                                      | 06. Oktober 2016 | Boston Red Sox    | 4–5      | Cleveland Indians | 0–1         | Progressive Field | 3:33      | 37.763    | [ 5 ] |
| Spiel 2                                      | 07. Oktober 2016 | Boston Red Sox    | 0–6      | Cleveland Indians | 0–2         | Progressive Field | 3:19      | 37.842    | [ 6 ] |
| Spiel 3                                      | 10. Oktober 2016 | Cleveland Indians | 4–3      | Boston Red Sox    | 3–0         | Fenway Park       | 3:41      | 39.530    | [ 7 ] |
| Die Cleveland Indians gewannen die Serie 3–0 |                  |                   |          |                   |             |                   |           |           |       |

## Texas Rangers gegen Toronto Blue Jays

### Spiel 1
6. Oktober 2016, 16:39 EDT im Globe Life Park in Arlington, Texas
| Team              | 1 | 2 | 3 | 4 | 5 | 6 | 7 | 8 | 9 | R  | H  | E |
| ----------------- | - | - | - | - | - | - | - | - | - | -- | -- | - |
| Toronto Blue Jays | 0 | 0 | 5 | 2 | 0 | 0 | 0 | 0 | 3 | 10 | 13 | 0 |
| Texas Rangers     | 0 | 0 | 0 | 0 | 0 | 0 | 0 | 0 | 1 | 1  | 4  | 1 |

WP: Marco Estrada (1–0)   LP: Cole Hamels (0–1)  

### Spiel 2
7. Oktober 2016, 13:08 EDT im Globe Life Park in Arlington, Texas
| Team              | 1 | 2 | 3 | 4 | 5 | 6 | 7 | 8 | 9 | R | H  | E |
| ----------------- | - | - | - | - | - | - | - | - | - | - | -- | - |
| Toronto Blue Jays | 0 | 2 | 0 | 0 | 3 | 0 | 0 | 0 | 0 | 5 | 6  | 0 |
| Texas Rangers     | 0 | 0 | 0 | 1 | 0 | 0 | 0 | 2 | 0 | 3 | 13 | 0 |

WP: J. A. Happ (1–0)   LP: Yu Darvish (0–1)  SV: Roberto Osuna (1)  

### Spiel 3
9. Oktober 2016, 19:38 EDT im Rogers Centre in Toronto, Ontario
| Team              | 1 | 2 | 3 | 4 | 5 | 6 | 7 | 8 | 9 | 10 | R | H  | E |
| ----------------- | - | - | - | - | - | - | - | - | - | -- | - | -- | - |
| Texas Rangers     | 1 | 0 | 1 | 2 | 0 | 2 | 0 | 0 | 0 | 0  | 6 | 4  | 1 |
| Toronto Blue Jays | 3 | 0 | 2 | 0 | 0 | 1 | 0 | 0 | 0 | 1  | 7 | 10 | 0 |

WP: Roberto Osuna (1–0)   LP: Matt Bush (0–1)  

## Cleveland Indians gegen Boston Red Sox

### Spiel 1
6. Oktober 2016, 20:08 EDT im Progressive Field in Cleveland, Ohio
| Team              | 1 | 2 | 3 | 4 | 5 | 6 | 7 | 8 | 9 | R | H  | E |
| ----------------- | - | - | - | - | - | - | - | - | - | - | -- | - |
| Boston Red Sox    | 1 | 0 | 1 | 0 | 1 | 0 | 0 | 1 | 0 | 4 | 10 | 0 |
| Cleveland Indians | 0 | 1 | 3 | 0 | 1 | 0 | 0 | 0 | x | 5 | 10 | 0 |

WP: Andrew Miller (1–0)   LP: Rick Porcello (0–1)  SV: Cody Allen (1)  

### Spiel 2
7. Oktober 2016, 16:38 EDT im Progressive Field in Cleveland, Ohio
| Team              | 1 | 2 | 3 | 4 | 5 | 6 | 7 | 8 | 9 | R | H | E |
| ----------------- | - | - | - | - | - | - | - | - | - | - | - | - |
| Boston Red Sox    | 0 | 0 | 0 | 0 | 0 | 0 | 0 | 0 | 0 | 0 | 3 | 1 |
| Cleveland Indians | 0 | 4 | 0 | 1 | 0 | 1 | 0 | 0 | x | 6 | 9 | 0 |

WP: Corey Kluber (1–0)   LP: David Price (0–1)  

### Spiel 3
10. Oktober 2016, 18:08 EDT im Fenway Park in Boston, Massachusetts
| Team              | 1 | 2 | 3 | 4 | 5 | 6 | 7 | 8 | 9 | R | H | E |
| ----------------- | - | - | - | - | - | - | - | - | - | - | - | - |
| Cleveland Indians | 0 | 0 | 0 | 2 | 0 | 2 | 0 | 0 | 0 | 4 | 7 | 0 |
| Boston Red Sox    | 0 | 0 | 0 | 0 | 1 | 1 | 0 | 1 | 0 | 3 | 8 | 0 |

WP: Josh Tomlin (1–0)   LP: Clay Buchholz (0–1)  SV: Cody Allen (2)  